# 二項式係數

二項式係數可排列成帕斯卡三角形

在數學上，二項式係數是二項式定理中各項的係數。一般而言，二項式係數由兩個非負整數{\displaystyle n}和{\displaystyle k}為參數決定，寫作 {\displaystyle {\tbinom {n}{k}}}，定義為 {\displaystyle (1+x)^{n}}的多項式展開式中，{\displaystyle x^{k}}項的係數，因此一定是非負整數。如果將二項式係數 {\displaystyle {\binom {n}{0}},{\binom {n}{1}},\dots ,{\binom {n}{n}}}寫成一行，再依照 {\displaystyle n=0,1,2,\dots }順序由上往下排列，則構成帕斯卡三角形。
二項式係數常見於各數學領域中，尤其是組合數學。事實上，{\displaystyle {\tbinom {n}{k}}}可以被理解為從{\displaystyle n}個相異元素中取出{\displaystyle k}個元素的方法數，所以 {\displaystyle {\tbinom {n}{k}}}大多讀作「{\displaystyle n}取{\displaystyle k}」。二項式係數 {\displaystyle {\tbinom {n}{k}}}的定義可以推廣至{\displaystyle n}是複數的情況，而且仍然被稱為二項式係數。

## 歷史及記號
雖然二項式係數在西元10世紀就已經被發現（見帕斯卡三角形），但表達式 {\displaystyle {\tbinom {n}{k}}}卻是到1826年才由安德烈亚斯·冯·厄廷格豪森首次始用。最早探討二項式係數的論述是十世紀的 Halayudha寫的印度教典籍《宾伽罗的計量聖典》（chandaḥśāstra）。約1150年，印度數學家婆什迦羅第二於其著作《Lilavati》 中給出一個簡單的描述。
二項式係數亦有不同的符號表達方式，包括：{\displaystyle C(n,k)}、{\displaystyle _{n}C_{k}}、{\displaystyle ^{n}C_{k}}、{\displaystyle C_{n}^{k}}、{\displaystyle C_{k}^{n}}，其中的 C 代表組合（combinations）或選擇（choices）。很多計算機使用含有 C 的變種記號，使得算式只佔一行的空間，相同理由也發生在置換數 {\displaystyle P_{k}^{n}}，例如寫作 P(n, k)。

## 定義及概念
對於非負整数{\displaystyle n}和{\displaystyle k}，二項式係數{\displaystyle {\tbinom {n}{k}}}定義為{\displaystyle (1+x)^{n}}的多項式展開式(又稱為二項式係數的生成函數)中，{\displaystyle x^{k}}項的係數，即
{\displaystyle (1+x)^{n}=\sum _{k=0}^{n}{\binom {n}{k}}x^{k}={\binom {n}{0}}+{\binom {n}{1}}x+\cdots +{\binom {n}{n}}x^{n}}
事實上，若{\displaystyle x}、{\displaystyle y}為交換環上的元素，則
{\displaystyle (x+y)^{n}=\sum _{k=0}^{n}{\binom {n}{k}}x^{n-k}y^{k}}
此數的另一出處在組合數學，表達了從{\displaystyle n}物中，不計較次序取{\displaystyle k}物有多少方式，亦即從一{\displaystyle n}元素集合中所能組成{\displaystyle k}元素子集的數量。此定義與上述定義相同，理由如下：若將冪{\displaystyle (1+X)^{n}}的{\displaystyle n}個因數逐一標記為{\displaystyle i}（從1至{\displaystyle n}），則任一{\displaystyle k}元素子集則建構成展式中的一個{\displaystyle X^{k}}項，故此該單項的係數等如此種子集的數量。亦因此，就任何自然數{\displaystyle n}和{\displaystyle k}而言，{\displaystyle {\tbinom {n}{k}}}亦為自然數。此外，二項式係數亦見於很多組合問題的解答中，如由{\displaystyle n}個位元（如數字0或1）組成的所有序列中，其和為{\displaystyle k}的數目為{\displaystyle {\tbinom {n}{k}}}，又如算式{\displaystyle k=a_{1}+a_{2}+\cdots +a_{n}}，其中每一{\displaystyle a_{i}}均為非負整數，則有{\displaystyle {\tbinom {n+k-1}{k}}}種寫法。這些例子中，大部分可視作等同於點算{\displaystyle k}個元素的組合的數量。

## 計算二項式係數
除展開二項式或點算組合數量之外，尚有多種方式計算{\displaystyle {\tbinom {n}{k}}}的值。

### 遞歸公式
以下遞歸公式可計算二項式係數：
{\displaystyle {\binom {n}{k}}={\binom {n-1}{k-1}}+{\binom {n-1}{k}}\quad \forall n,k\in \mathbb {N} }
其中特別指定：
{\displaystyle {\binom {n}{0}}=1\quad \forall n\in \mathbb {N} \cup \{0\},}
{\displaystyle {\binom {0}{k}}=0\quad \forall k\in \mathbb {N} .}
此公式可由計算{\displaystyle (1+x)^{n-1}(1+x)}中的{\displaystyle x^{k}}項，或點算集合{\displaystyle \left\{1,2,\cdots ,n\right\}}的{\displaystyle k}個元素組合中包含{\displaystyle n}與不包含{\displaystyle n}的數量得出。
顯然，如果{\displaystyle k>n}，則{\displaystyle {\tbinom {n}{k}}=0}。而且對所有{\displaystyle n}，{\displaystyle {\tbinom {n}{n}}=1}，故此上述遞歸公式可於此等情況下中斷。遞歸公式可用作建構帕斯卡三角形。

### 乘數公式
個別二項式係數可用以下公式計算：
{\displaystyle {\binom {n}{k}}={\frac {n^{\underline {k}}}{k!}}={\frac {n(n-1)(n-2)\cdots [n-(k-1)]}{k(k-1)(k-2)\cdots 1}}=\prod _{i=1}^{k}{\frac {n-(k-i)}{i}},}
上式中第一個分數的分子是一階乘冪。此公式可以二項式係數在計算組合數量的意義理解：分子為從{\displaystyle n}個元素中取出{\displaystyle k}個元素的序列之數量，當中包含同樣的元素但不同排列次序的序列。分母則計算同樣的{\displaystyle k}個元素可有多少種排序方式。

### 階乘公式
二項式係數最簡潔的表達式是階乘:
{\displaystyle {\binom {n}{k}}={\frac {n!}{k!\,(n-k)!}}\quad {\mbox{for }}\ 0\leq k\leq n.}
其中「{\displaystyle n!}」是{\displaystyle n}的階乘，此公式從上述乘數公式中分子分母各乘以{\displaystyle (n-k)!}取得，所以此公式中的分子分母有眾同共同因子。除非先行抵銷兩邊中的共同因子，否則以此公式進行計算時較率欠佳，尤因階乘的數值增長特快。惟此公式展示了二項式係數的對稱特性：
| {\displaystyle {\binom {n}{k}}={\binom {n}{n-k}}\quad {\mbox{for }}\ 0\leq k\leq n.} |  | 1 |

### 一般化形式及其與二項式級數的關係
若將{\displaystyle n}換成任意數值（負數、實數或複數）{\displaystyle \alpha }，甚至是在任何能為正整數給出逆元素的交換環中的一元素，則二項式係數可籍乘數公式擴展：
{\displaystyle {\binom {\alpha }{k}}={\frac {\alpha ^{\underline {k}}}{k!}}={\frac {\alpha (\alpha -1)(\alpha -2)\cdots (\alpha -k+1)}{k(k-1)(k-2)\cdots 1}}\quad {\mbox{for }}k\in \mathbb {N} {\mbox{ and arbitrary }}\alpha .}
此定義能使二項式公式一般化（其中一單項為1），故{\displaystyle {\tbinom {\alpha }{k}}}仍能相稱地稱作二項式係數：
| {\displaystyle (1+X)^{\alpha }=\sum _{k=0}^{\infty }{\alpha \choose k}X^{k}.} |  | 2 |

此公式對任何複數{\displaystyle \alpha }及{\displaystyle X}，{\displaystyle \left\vert X\right\vert <1}時成立，故此亦可視作{\displaystyle X}的冪級數的恆等式，即係數為常數1，任意冪之級數定義，且在此定義下，對於冪的恆等式成立，例如
{\displaystyle (1+X)^{\alpha }(1+X)^{\beta }=(1+X)^{\alpha +\beta }\quad {\mbox{and}}\quad ((1+X)^{\alpha })^{\beta }=(1+X)^{\alpha \beta }.}
若{\displaystyle \alpha }是一非負整數{\displaystyle n}，則所有{\displaystyle k>n}的項為零，此無窮級數變成有限項的和，還原為二項式公式，但對於{\displaystyle \alpha }的其他值，包括負數和有理數，此級數為無窮級數。

## 帕斯卡三角形 (楊輝三角)
帕斯卡法則是一重要的遞歸等式：
| {\displaystyle {n \choose k}+{n \choose k+1}={n+1 \choose k+1},} |  | 3 |

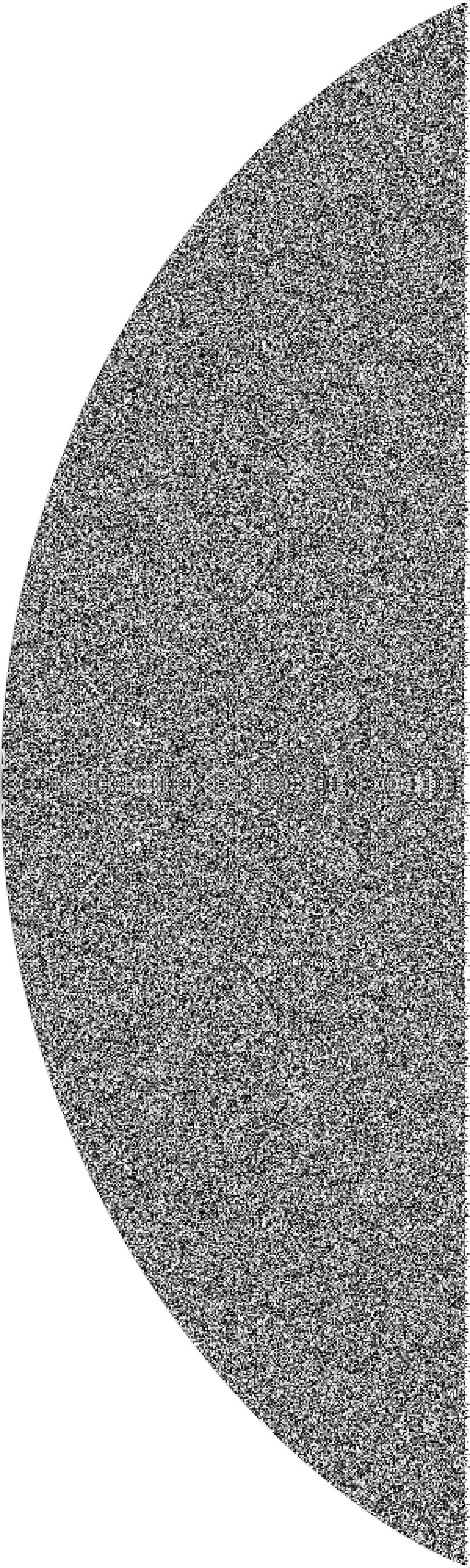
帕斯卡三角形的第1000行，垂直排列，且以灰階表示係數的十進制數位，向右對齊，故左邊邊界約是二項式係數的對數，圖中可見數族形成一對數凹數列

此式可以用於數學歸納法，以証明{\displaystyle {\tbinom {n}{k}}}對於所有{\displaystyle n}和{\displaystyle k}均為自然數（等同於証明{\displaystyle k!}為所有{\displaystyle k}個連續整數之積的因數），此特性並不易從公式(1)中得出。
帕斯卡法則建構出帕斯卡三角形:
| 0: |   |   |   |   |    |    |    |    | 1  |    |    |    |    |   |   |   |   |
| 1: |   |   |   |   |    |    |    | 1  |    | 1  |    |    |    |   |   |   |   |
| 2: |   |   |   |   |    |    | 1  |    | 2  |    | 1  |    |    |   |   |   |   |
| 3: |   |   |   |   |    | 1  |    | 3  |    | 3  |    | 1  |    |   |   |   |   |
| 4: |   |   |   |   | 1  |    | 4  |    | 6  |    | 4  |    | 1  |   |   |   |   |
| 5: |   |   |   | 1 |    | 5  |    | 10 |    | 10 |    | 5  |    | 1 |   |   |   |
| 6: |   |   | 1 |   | 6  |    | 15 |    | 20 |    | 15 |    | 6  |   | 1 |   |   |
| 7: |   | 1 |   | 7 |    | 21 |    | 35 |    | 35 |    | 21 |    | 7 |   | 1 |   |
| 8: | 1 |   | 8 |   | 28 |    | 56 |    | 70 |    | 56 |    | 28 |   | 8 |   | 1 |
第{\displaystyle n}橫行列出{\displaystyle {\tbinom {n}{k}}}的{\displaystyle k=0,\ldots ,n}項，其建構方法為在外邊填上1，然後將上一行中每兩個相鄰數相加的和填在其下，此方法可快速地計算二項式係數而不涉及乘法或分數，例如從第5橫行可馬上得出
{\displaystyle (x+y)^{5}={\boldsymbol {1}}x^{5}+{\boldsymbol {5}}x^{4}y+{\boldsymbol {10}}x^{3}y^{2}+{\boldsymbol {10}}x^{2}y^{3}+{\boldsymbol {5}}xy^{4}+{\boldsymbol {1}}y^{5}}
在斜線上相鄰項的差就是上一斜線上的數值，此乃上述遞歸等式(3)的延伸意義。

## 組合數學和統計學
二項式係數是組合數學中的重要課題，因其可用於眾多常見的點算問題中，例如
- 共有{\displaystyle {\tbinom {n}{k}}}種方式從{\displaystyle n}元素中選取{\displaystyle k}項。見組合。
- 共有{\displaystyle {\tbinom {n+k-1}{k}}}種方式從一個{\displaystyle n}元素集合中選取（容許重覆選取）{\displaystyle k}元素建立多重集。
- 共有{\displaystyle {\tbinom {n+k}{k}}}個字符串包含{\displaystyle k}個1和{\displaystyle n}個零。
- 共有{\displaystyle {\tbinom {n+1}{k}}}個字符串包含{\displaystyle k}個1和{\displaystyle n}個零，且沒有兩個1相鄰。[参 1]
- 卡塔蘭數是{\displaystyle {\frac {\tbinom {2n}{n}}{n+1}}}
- 統計學中的二項式分佈是{\displaystyle {\tbinom {n}{k}}p^{k}(1-p)^{n-k}\!}
- 貝茲曲線的公式。

## 以多項式表達二項式係數
就任就非負整數{\displaystyle k}，{\displaystyle \scriptstyle {\binom {t}{k}}}可表達為一多項式除以{\displaystyle k!}：
{\displaystyle {\binom {t}{k}}={\frac {(t)_{k}}{k!}}={\frac {(t)_{k}}{(k)_{k}}}={\frac {t(t-1)(t-2)\cdots (t-k+1)}{k(k-1)(k-2)\cdots (2)(1)}};\,\!}
此為帶有理數係數，變量是{\displaystyle t}的多項式，可對任意實數或複數{\displaystyle t}運算以得出二項式係數，此「廣義二項式係數」見於牛頓廣義二項式定理。
就任意{\displaystyle k}，多項式{\displaystyle {\tbinom {t}{k}}}可看成是惟一的{\displaystyle k}次多項式{\displaystyle p(t)}滿足{\displaystyle p(0)=p(1)=\ldots =p(k-1)=0}及{\displaystyle p(k)=1}.
其係數可以第一類斯特靈數表示，即：
{\displaystyle {\binom {t}{k}}=\sum _{i=0}^{k}{\frac {s_{k,i}}{k!}}t^{i}}
{\displaystyle {\tbinom {t}{k}}}之導數可以對數微分計算：
{\displaystyle {\frac {\mathrm {d} }{\mathrm {d} t}}{\binom {t}{k}}={\binom {t}{k}}\sum _{i=0}^{k-1}{\frac {1}{t-i}}\,.}

### 以二項式係數為多項式空間之基底
在任何包含Q的域中，最多{\displaystyle d}階的多項式有惟一的線性組合{\displaystyle \sum _{k=0}^{d}a_{k}{\binom {t}{k}}}。係數{\displaystyle a_{k}}是數列{\displaystyle p(0),p(1),\ldots ,p(k)}的第k差分，亦即：

| {\displaystyle a_{k}=\sum _{i=0}^{k}(-1)^{k-i}{\binom {k}{i}}p(i).} |  | 3.5 |

### 整數值多項式
每一多項式{\displaystyle {\tbinom {t}{k}}}在整數參數時均是整數值（可在{\displaystyle k}上，用帕斯卡法則以歸納法証明）。故此，二項式係數多項式的整數線性組合亦為整數值。反之，(3.5)表達了任何整數值的多項式均是二項式係數多項式的整數線性組合。一般而言，對於一個特徵0域{\displaystyle k}的任何子環{\displaystyle R}，在{\displaystyle K[t]}內的多項式在整數參數時之值均在{\displaystyle R}內當且僅當該多項式是一二項式係數多項式的{\displaystyle R}-線性組合。
整數值多項式{\displaystyle {\frac {3t(3t+1)}{2}}}可表達作：
{\displaystyle 9{\tbinom {t}{2}}+6{\tbinom {t}{1}}+0{\tbinom {t}{0}}}
从{\displaystyle t=1,2,3}时{\displaystyle {\frac {3t(3t+1)}{2}}=6,21,45}用帕斯卡矩阵的逆可算出：
{\displaystyle {\begin{pmatrix}{\tbinom {t-1}{0}}&{\tbinom {t-1}{1}}&{\tbinom {t-1}{2}}\end{pmatrix}}{\begin{pmatrix}1&0&0\\-1&1&0\\1&-2&1\end{pmatrix}}{\begin{pmatrix}6\\21\\45\end{pmatrix}}={\begin{pmatrix}{\tbinom {t-1}{0}}&{\tbinom {t-1}{1}}&{\tbinom {t-1}{2}}\end{pmatrix}}{\begin{pmatrix}6\\15\\9\end{pmatrix}}}
{\displaystyle =6{\tbinom {t-1}{0}}+15{\tbinom {t-1}{1}}+9{\tbinom {t-1}{2}}=6{\tbinom {t}{1}}+9{\tbinom {t}{2}}}
这种二項式係數多項式结合朱世杰恒等式应用于等幂求和。

## 有關二項式係數的恆等式

### 关系式
階乘公式能聯繫相鄰的二項式係數，例如在{\displaystyle k}是正整數時，對任意{\displaystyle n}有：
- {\displaystyle {\binom {n+1}{k}}={\binom {n}{k}}+{\binom {n}{k-1}}}
- {\displaystyle {\binom {n}{k}}={\frac {n}{k}}{\binom {n-1}{k-1}}}
- {\displaystyle {\binom {n-1}{k}}-{\binom {n-1}{k-1}}={\frac {n-2k}{n}}{\binom {n}{k}}.}

两个组合数相乘可作变换：
{\displaystyle {\binom {n}{i}}{\binom {i}{m}}={\binom {n}{m}}{\binom {n-m}{i-m}}}

### 一阶求和公式
- {\displaystyle \sum _{r=0}^{n}{\binom {n}{r}}=2^{n}}
- {\displaystyle \sum _{r=0}^{k}{\binom {n+r-1}{r}}={\binom {n+k}{k}}}
- {\displaystyle \sum _{r=0}^{n-k}{\frac {(-1)^{r}(n+1)}{k+r+1}}{\binom {n-k}{r}}={\binom {n}{k}}^{-1}}
- {\displaystyle \sum _{r=0}^{n}{\binom {dn}{dr}}={\frac {1}{d}}\sum _{r=1}^{d}(1+e^{\frac {2\pi ri}{d}})^{dn}}[参 3]

- {\displaystyle \sum _{i=m}^{n}{\binom {a+i}{i}}={\binom {a+n+1}{n}}-{\binom {a+m}{m-1}}}

{\displaystyle {\binom {a+m}{m-1}}+{\binom {a+m}{m}}+{\binom {a+m+1}{m+1}}+...+{\binom {a+n}{n}}={\binom {a+n+1}{n}}}
- {\displaystyle F_{n}=\sum _{i=0}^{\infty }{\binom {n-i}{i}}}[参 4]

{\displaystyle F_{n-1}+F_{n}=\sum _{i=0}^{\infty }{\binom {n-1-i}{i}}+\sum _{i=0}^{\infty }{\binom {n-i}{i}}=1+\sum _{i=1}^{\infty }{\binom {n-i}{i-1}}+\sum _{i=1}^{\infty }{\binom {n-i}{i}}=1+\sum _{i=1}^{\infty }{\binom {n+1-i}{i}}=\sum _{i=0}^{\infty }{\binom {n+1-i}{i}}=F_{n+1}}
- {\displaystyle \sum _{i=m}^{n}{\binom {i}{a}}={\binom {n+1}{a+1}}-{\binom {m}{a+1}}}

{\displaystyle {\binom {m}{a+1}}+{\binom {m}{a}}+{\binom {m+1}{a}}...+{\binom {n}{a}}={\binom {n+1}{a+1}}}

### 二阶求和公式
- {\displaystyle \sum _{r=0}^{n}{\binom {n}{r}}^{2}={\binom {2n}{n}}}

- {\displaystyle \sum _{i=0}^{n}{\binom {r_{1}+n-1-i}{r_{1}-1}}{\binom {r_{2}+i-1}{r_{2}-1}}={\binom {r_{1}+r_{2}+n-1}{r_{1}+r_{2}-1}}}

{\displaystyle (1-x)^{-r_{1}}(1-x)^{-r_{2}}=(1-x)^{-r_{1}-r_{2}}}
{\displaystyle (1-x)^{-r_{1}}(1-x)^{-r_{2}}=(\sum _{n=0}^{\infty }{\binom {r_{1}+n-1}{r_{1}-1}}x^{n})(\sum _{n=0}^{\infty }{\binom {r_{2}+n-1}{r_{2}-1}}x^{n})=\sum _{n=0}^{\infty }(\sum _{i=0}^{n}{\binom {r_{1}+n-1-i}{r_{1}-1}}{\binom {r_{2}+i-1}{r_{2}-1}})x^{n}}
{\displaystyle (1-x)^{-r_{1}-r_{2}}=\sum _{n=0}^{\infty }{\binom {r_{1}+r_{2}+n-1}{r_{1}+r_{2}-1}}x^{n}}
- {\displaystyle \sum _{i=0}^{k}{\binom {n}{i}}{\binom {m}{k-i}}={\binom {n+m}{k}}}

### 三阶求和公式
- {\displaystyle {\binom {n+k}{k}}^{2}=\sum _{j=0}^{k}{\binom {k}{j}}^{2}{\binom {n+2k-j}{2k}}}

## 備註
1. ↑  Higham (1998)
2. ↑  Lilavati 第6節，第4章（見Knuth (1997)）。
3. ↑  Shilov (1977)
4. ↑  見(Graham, Knuth & Patashnik 1994)，其中就{\displaystyle k<0}定義了{\displaystyle {\tbinom {n}{k}}=0}，其他一般化形式包括考慮兩參數為實數或複數時以伽瑪函數為{\displaystyle k<0}時定義{\displaystyle {\tbinom {n}{k}}}，但此舉會令大部分二項式係數的恆等式失效，故未有被廣泛採用。然而，此方法替不等於零的參數下定義則可得出如Hilton, Holton and Pedersen, Mathematical reflections: in a room with many mirrors, Springer, 1997中那種好看的「帕斯卡風車」，但是卻會令帕斯卡法則在原點失效。
5. ↑  此可視作泰勒定理的離散形式，亦與牛頓多項式有關，此式的交錯項之和可以Nörlund–Rice積分表示。

## 外部連結
- Calculation of Binomial Coefficient
- 本條目含有来自PlanetMath《Binomial Coefficient》的內容，版权遵守知识共享协议：署名-相同方式共享协议。
- 本條目含有来自PlanetMath《Bounds for binomial coefficients》的內容，版权遵守知识共享协议：署名-相同方式共享协议。
- 本條目含有来自PlanetMath《C(n,k) is an integer》的內容，版权遵守知识共享协议：署名-相同方式共享协议。
- 本條目含有来自PlanetMath《Generalized binomial coefficients》的內容，版权遵守知识共享协议：署名-相同方式共享协议。